# 終わりなきラプソディ
「終わりなきラプソディ」（おわりなきラプソディ）は、2019年7月24日に発売されたael-アエル-の1stシングル。

## 概要
新生男装アイドル『ael-アエル-』のデビューシングル。
振り付けはメンバーの雫月LEEが担当。
ボイスディレクションを奏未来が担当。
メンバーは、奏未来、祈夜星波、有光陽稀、花園千知、雫月LEE、日和乃愛、綾目夏向。

## 収録曲
テイチクレコード公式サイト内の紹介ページによる。

### 初回限定盤A
CD
1. 終わりなきラプソディ
  - 作詞・作曲：TAMATE BOX (FUZ)
  - 編曲：KUME.
2. Starry Night
  - 作詞・作曲：TAMATE BOX (FUZ)
  - 編曲：KUME.

DVD
- 「終わりなきラプソディ」Music Video

### 初回限定盤B
CD
1. 終わりなきラプソディ
2. Starry Night
3. 朝、キミにael/Episode.雫月LEE
4. 朝、キミにael/Episode.有光陽稀
5. 朝、キミにael/Episode.日和乃愛
6. 朝、キミにael/Episode.祈夜星波
7. 朝、キミにael/Episode.花園千知
8. 朝、キミにael/Episode.奏未来
9. 朝、キミにael/Episode.綾目夏向

DVD
- 「終わりなきラプソディ」MVメイキング映像

### 通常盤
1. 終わりなきラプソディ
2. Starry Night
3. 月のホログラフ
  - 作詞・作曲：MIKOTO
  - 編曲：大沢圭一
4. 終わりなきラプソディ（Instrumental）
5. Starry Night（Instrumental）
6. 月のホログラフ（Instrumental）